# Anarcute
Anarcute est un jeu vidéo de type beat them all développé et édité par Anarteam, sorti en 2016 sur Windows et Xbox Live Arcade (Xbox One). Il a été initié sous la forme d'un projet étudiant à Supinfogame et a bénéficié du programme ID@Xbox. Il est par la suite sorti sur le Nintendo eShop de la Nintendo Switch en juin 2019.

## Accueil

### Critique
- Jeuxvideo.com : 15/20[1]
- Metacritic : 79/100[2]
- Gamekult : 7/10[3]

### Récompenses
En 2014, Anarcute a reçu le Ping Award du meilleur jeu étudiant. À l'Independent Games Festival 2016, il a reçu une mention honorable dans la catégorie Meilleur jeu étudiant.  

## Bande-son
Toutes les musiques du jeu ont été composées par un certain « Nomade » qui est en réalité le producteur français Hugo "Madeon" Leclerc.
Certains fans de l'artiste se sont rendu compte que « Nomade » était une anagramme du nom « Madeon » (qui est lui même une anagramme d'un de ses autres pseudonymes, Deamon). D'autres ont remarqué la similitude dans le style de musique ou encore des easter eggs dans certains niveaux du jeu. De plus Hugo n'est autre que le frère de Mathieu Leclerc, un des développeurs et concepteurs du jeu,.